# Kalanchoe rhombopilosa
Kalanchoe rhombopilosa és una espècie de planta suculenta del gènere Kalanchoe, que pertany a la família Crassulaceae.

## Descripció
És un arbust perenne, poc ramificat i suculent, de 10 a 20 cm d'alçada.
Les arrels són fibroses, curtes (10 cm).
Les tiges són primes (uns 8 mm de diàmetre), rígides, llenyoses, verticals o esteses amb pèls llargs.
Les fulles són petites, d'uns 2 a 3 cm de llargada, carnoses, rígides, alternes o oposades en pecíols d'1-3 mm de llargada. Limbe lleugerament llanós, obovat a més o menys triangular, lleugerament còncau a l'anvers, convex al revers, de 2 a 3 mm de gruix, blavós, gris, verd platejat, verd groc o verd oliva amb nombroses taques de color verd fosc, carmí o marró coure o sense taques (segons clons). Les parts exposades al sol tendeixen a tenir un to marró platejat i estan tacades amb taques marrons fosques contrastades, mentre que les de l'ombra són més verdes amb punts verds apagats. El limbe és arrodonit a la punta i irregularment dentat o sinuat, la base està fortament estrenyida i té forma de falca. Les fulles són molt fràgils i es desprenen al mínim tacte.
La inflorescència és paniculada, esvelta de 8 a 12 cm d'alçada, ramificada i glabra.
Les flors tenen pedicel vertical de 1,2 a 2,5 mm de llarg. Tub de calze de color verd-groc, de 0,2 a 0,3 mm de llarg que acaba en lòbuls circulars a oblongs d'1,2 a 1,5 mm de llarg i 1,2 a 1,4 mm d'ample. Corol·la de color groc verdós a rosa amb línies morades. Tub de corol·la de 3,5 a 4 mm de llarg amb lòbuls ovats i contundents de 2 a 3 mm de llarg i d'1,5 a 2 mm d'ample. Estams que sobresurten fixats just per sobre de la meitat del tub de la corol·la. Anteres ovades, d'uns 0,6 mm de longitud, grogues. Els nectaris gairebé quadrats d'uns 0,4 mm de diàmetre. Carpel de 3 a 3,5 mm de llarg. Estil d'uns 2,5 mm de llarg.

## Distribució
Planta endèmica del sud-oest de Madagascar. Creix en zones arbustives i seques generalment en llocs ombrejats.

## Taxonomia
Kalanchoe rhombopilosa va ser descrita per Octave Mannoni i Pierre Louis Boiteau (Mannoni & Boiteau) i publicada a Notulae Systematicae. Herbier du Museum de Paris 13: 153–154, f. 1(20–21). 1947.

#### Etimologia
Kalanchoe: nom genèric que deriva de la paraula cantonesa "Kalan Chauhuy", 伽藍菜 que significa 'allò que cau i creix'.
rhombopilosa: epítet format per les paraules gregues ρόμβος 'rhombo' = 'rombe' i πῖλoς 'pilos' = 'pel'.

#### Sinonímia
- Kalanchoe rhombopilosa var. argentea Rauh
  - Kalanchoe rhombopilosa var. alba hort.
- Kalanchoe rhombopilosa var. viridifolia Rauh
  - Kalanchoe rhombopilosa var. viridis hort.